# 쿠네군디스 (슈바벤)
슈바벤의 쿠니군데(Cunigunde of Swabia, 870년/878년/880년경 - 918년? 2월 7일)은 동프랑크 왕국의 왕족이자 왕비로, 동부 프랑크의 게르만 귀족가문인 아길롤핑 가문 출신이다. 콘라두스 1세의 왕비이며 오토 1세의 사위인 콘라트 적왕의 외할머니였다. 동프랑크 왕국의 왕 독일인 루트비히의 외손녀였다.
아버지는 바이에른과 팔라틴, 슈바벤 백작인 베르톨드 1세(Berthold I)이고 어머니는 동프랑크의 기셀라였다. 어머니는 동프랑크 왕국의 왕 독일인 루트비히와 엠마의 딸이었다. 쿠니군데의 오라비인 에찬가르(Erchanger)는 슈바벤 공작을 지냈다.
쿠니군데는 바이에른 변경백 리우트폴트와 결혼했다. 리우트폴트에게서는 아들인 바이에른 공작을 역임한 나쁜공작 아르눌프(Arnulf the Bad)와 역시 바이에른 공작을 역임한 베르톨드(Berthold) 형제가 있다. 그러나 리우트폴트는 907년에 사망하였다.
908년 혹은 913년에 쿠니군데는 다시 동프랑크의 왕 또는 프랑켄의 공작인 콘라두스 1세와 재혼하였다. 913년에 태어난 아들 헤르만(Herman)은 젊어서 후계자 없이 죽었고, 딸 쿠니군데(Cunigunda)는 보름스 공작 베르너(Werner of Worms)와 결혼했다. 이들의 아들이 콘라트 적왕으로 오토 1세의 사위이자 잘리어 왕조의 시조인 콘라트 2세의 증조부였다.

## 가계
- 아버지 베르톨드 1세(Berthold I)
- 어머니 기셀라(Gesela, 독일인 루트비히와 엠마의 딸)
- 남편 리우트폴트(Liutpolt, 바이에른의 변경백)
  - 아들 아르눌프(Arnulf the Bad)
  - 아들 베르톨드(Berthold)
- 남편 콘라두스 1세(Konrad I)
  - 아들 헤르만(Herman)
  - 딸 쿠니군데(Cunigunda)
  - 사위 베르너(Werner of Worms)
    - 외손자 콘라트 적왕

## 같이 보기
- 바이에른
- 콘라두스 1세
- 독일인 루트비히
- 카롤링거 왕조
- 아길롤핑 왕조